# Archer (artilharia)
O Archer, desenvolvido pela empresa BAE Systems Bofors, é um sistema automático de artilharia autopropulsada de 155mm do Exército da Suécia.
Este sistema autopropulsado pode ser controlado remotamente. O pessoal não precisa de sair da cabina do condutor, quando a peça está a fazer fogo, ficando assim protegido enquanto agrupa e dispara.
É tripulado por um comandante, um condutor e um ou dois operadores.
Pode fazer 8-9 disparos por minuto, até uma distância de 30-50 quilómetros. 

## Descrição

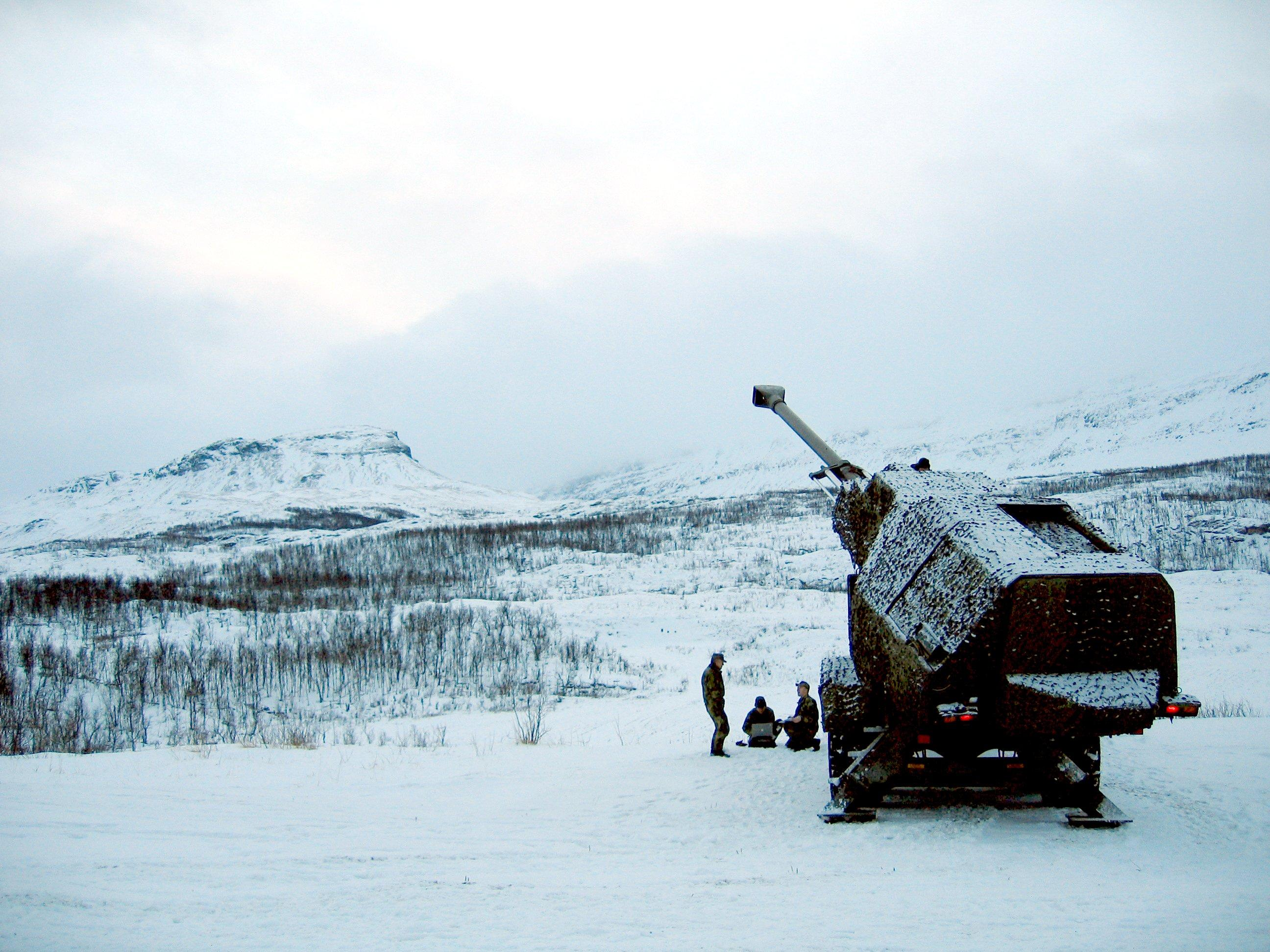
Um Archer em posição de tiro

O Archer utiliza o novo óbus desenvolvido para o sistema rebocado FH-77 com 52 calibres, adaptado ao chassis de um veículo pesado Volvo A30D civil.
Idêntico a veículos como o francês Caesar, o Archer tem a vantagem da sua grande automatização, que permite ao veículo chegar ao local de disparo, preparar os disparos em apenas 30 segundos, disparar um numero elevado de munições de calibre 155mm e sair rapidamente do local em outros 30 segundos.
Toda a operação pode ser feita automaticamente, por apenas dois militares. A torre não tem capacidade para rodar 360º mas apenas 75º à direita ou à esquerda.

## Operadores
Atualmente
- Suécia - Em 2023, a Suécia dispõe de 48 peças de Archer, das quais 24 estão no ativo e 24 estão armazenadas de reserva. [3] Anteriormente, a Suécia decidiu adquirir esse sistemas para armar as primeiras três baterias de sistemas Archer em Setembro de 2008 com cerca de 36 Veículos.[4][5]
- Ucrânia - O governo sueco informou, em 19 de janeiro de 2023, que iria fornecer um número não especificado de Archers para o exército ucraniano.[6] Cerca de oito veículos foram transferidos para os ucranianos ao final de março.[7]
- Reino Unido  -  O sistema Archer também é um dos concorrentes para a futura artilharia do Exército Britânico, já que está participando do programa Mobile Fires Platform (MFP) para substituir o obus autopropulsado AS-90.[7] A propriedade dos sistemas foi transferida em março de 2023, ficando totalmente operacionais no mês seguinte.[8]

Cancelados
- Noruega - O exército da Noruega adquiriu cerca de 24 Archers para seu inventario. Mas posteriormente cancelou a compra, decidindo pela compra do Panzerhaubitze 2000 alemão, com as unidades encomendadas tendo sido transferidas para a Suécia.[9][10][5]
- Croácia - O governo croata planejava comprar 24 unidades para substituir seus antigos 2S1 Gvozdika, mas acabaram optando por adquirir o mais barato PzH 2000.[11]

## Ligações Externas
- Swedish Defence Materiel Administration
- Swedish Artillery Regiment (Swedish)
- BAE Systems in Sweden
- BAE Systems page about ARCHER
- A unique Forestry carrier conversion Article in mil.se
- ARCHER Self-Propelled Howitzer at ArmyTechnology.com
- BAE Systems